# 3102 p.n.e.
Rok 3102 p.n.e.
stulecia: XXXIII wiek p.n.e. ~
XXXII wiek p.n.e. ~
XXXI wiek p.n.e.

lata: 3112 p.n.e. «
3106 p.n.e. «
3105 p.n.e. «
3104 p.n.e. «
3103 p.n.e. «
3102 p.n.e. »
3101 p.n.e. »
3100 p.n.e. »
3099 p.n.e. »
3098 p.n.e. »
3092 p.n.e.

## Wydarzenia
- 18 lutego – początek Kalijugi, ery żelaznej, czwartej i ostatniej (najgorszej) epoki w dziejach obecnego świata według wierzeń hindusów – zapoczątkowany bitwą na polu Kuru, opisaną w Mahabharacie